# Новославянка
Новославя́нка — село в Ижморском районе Кемеровской области. Входит в состав Святославского сельского поселения.

## География
Центральная часть населённого пункта расположена на высоте 156 метров над уровнем моря.

## Население
По данным Всероссийской переписи населения 2010 года, в селе Новославянка проживает 297 человек (145 мужчин, 152 женщины).